# Schweizer Agrarmedien AG
Die Schweizer Agrarmedien AG ist ein landwirtschaftlicher Fachverlag in der Schweiz. Das Unternehmen verfolgt das Ziel, die schweizerische Landwirtschaft mit spezifischen, auf die landwirtschaftlichen Bedürfnisse zugeschnittenen Dienstleistungen zu versorgen. Zu diesem Zweck gibt der Verlag verschiedene digitale sowie gedruckte Fachpublikationen heraus.

## Zeitungstitel
Die Schweizer Agrarmedien AG veröffentlicht drei periodische Fachpublikationen sowohl gedruckt als auch digital: Die Wochenzeitung «Bauernzeitung», das zweiwöchentlich erscheinende Tier- und Natur-Magazin «Tierwelt» sowie das Monatsmagazin «Die Grüne».

## Onlineportale
Neben den Fachpublikationen in gedruckter und digitaler Form betreibt die Schweizer Agrarmedien AG drei Onlineplattformen für verschiedene Bedürfnisse der Agrarbranche. Agropool ist eine Onlineplattform für den Kauf und Verkauf sowie die Vermietung von Land-, Forst- und Kommunalmaschinen; Baumaschinenpool ist eine Plattform für den Kauf und Verkauf sowie die Vermietung von Maschinen und Materialien rund um die Baubranche; Agrarjobs ist eine Online-Stellenbörse für Arbeitsplätze in der grünen Branche.

## Geschichte
Die Gründung der Schweizer Agrarmedien erfolgte 2009, damals noch als Gesellschaft mit beschränkter Haftung. Entstanden ist die Gesellschaft aus der Bauernzeitung Verlags GmbH, gegründet 1995 und ab 1. Januar 1996 operativ tätig. 2016 erfolgte die Umwandlung der GmbH in eine Aktiengesellschaft. Die Aktiengesellschaft ist heute im Besitz verschiedener (nationaler und regionaler) Bauernverbände, dem Schweizer Milchproduzentenverband sowie dem Schweizer Bäuerinnen- und Landfrauenverband. Alle Medien der Schweizer Agrarmedien AG sind jedoch in ihrer Ausgestaltung unabhängig von den Besitzerverbänden.

## Aktionäre
An der Schweizer Agrarmedien AG besitzen die Schweizer Milchproduzenten (SMP) einen Kapitalanteil (Buchwert p.m.) von 420'000 von insgesamt 1'320'000 und haben einen Stimmrechtsanteil von 32 Prozent (Stand 2019).

## Belege
1. ↑  Handelsregisterauszug Schweizer Agrarmedien AG. Abgerufen am 11. Januar 2021.
2. ↑  Fachzeitungen Schweizer Agrarmedien. Abgerufen am 11. Januar 2021.
3. ↑  Klein Report: «Tierwelt» wird in Schweizer Agrarmedien integriert. Ehemals im Original (nicht mehr online verfügbar); abgerufen am 11. April 2021. (Seite nicht mehr abrufbar. Suche in Webarchiven)
4. ↑  «die grüne» - die Fachzeitschrift für Schweizer Landwirte investiert in die Zukunft. Abgerufen am 11. Januar 2021.
5. ↑  Historisches Lexikon der Schweiz: Bauernzeitung. In: Historisches Lexikon der Schweiz. 23. April 2020, abgerufen am 11. Januar 2021.
6. ↑  Handelsregister Kanton Bern: Schweizer Agrarmedien AG. In: Handelsregister Kanton Bern. Abgerufen am 11. Januar 2021.
7. ↑  SBV-News Nr. 16. Schweizer Bauernverband, 16. April 2018, abgerufen am 11. Januar 2021.
8. ↑  Geschäftsbericht 2019 Schweizer Milchproduzenten SMP. Schweizer Milchproduzenten SMP, 2019, abgerufen am 11. Januar 2021.
9. ↑  Bettina Büsser: "Meyer's" Nachfolgerin. 10. Juli 2007, abgerufen am 11. Januar 2021.
10. ↑  Bauernzeitung: Über uns. In: Bauernzeitung. Abgerufen am 11. Januar 2021.
11. ↑  Schweizer Milchproduzenten SMP Genossenschaft: Geschäftsbericht 2019. (pdf; Seite 24) In: swissmilk.ch. Abgerufen am 14. April 2021.